# 204P/LINEAR-NEAT
204P/LINEAR-NEAT (też LINEAR-NEAT 3) – kometa krótkookresowa, należąca do rodziny Jowisza. 

## Odkrycie
Kometa została odkryta niezależnie w ramach dwóch programów poszukiwania małych ciał Układu Słonecznego – LINEAR (zdjęcia z 13 i 17 października 2001) i NEAT (19 października 2001), lecz początkowo została uznana za planetoidę. 16 listopada tego samego roku w ramach programu NEAT sfotografowano kometę z niewielką komą i prawie natychmiast skojarzono, że jest to ten sam obiekt, który w październiku odkryły programy LINEAR i NEAT.

## Orbita komety i właściwości fizyczne
Orbita komety 204P/LINEAR-NEAT ma kształt elipsy o mimośrodzie 0,47. Jej peryhelium znajduje się w odległości 1,93 j.a., aphelium zaś 5,38 j.a. od Słońca. Jej okres obiegu wokół Słońca wynosi prawie 7 lat, nachylenie do ekliptyki to wartość 6,59˚.
Jądro tej komety ma rozmiary maks. kilku km.